# Etnabaai
De Etnabaai (Indonesisch: Teluk Etna) is een 33 kilometer lange, ondiepe baai aan de zuidkust van West-Papoea, Indonesië, gelegen op 3° 50' zuiderbreedte. De baai heeft zijn naam te danken aan de Nederlandse gouvernementsstomer Etna waarmee een expeditie in 1858 – de Etna-expeditie – de kusten van toentertijd Nederlands-Nieuw-Guinea verkende op zoek naar geschikte steunpunten voor de vestiging van het Nederlandse gezag.